# BTR-70
BTR-70 je sovětské, resp. ruské osmikolové obojživelné obrněné vozidlo, které je pokračovatelem svého předchůdce BTR-60. Bylo vyvinuto v 70. letech 20. století a poprvé se na veřejnosti představilo roku 1980 v Moskvě na vojenské přehlídce. Stejně jako jeho předchůdce je i toto vozidlo určeno pro přepravu mechanizovaných jednotek a jejich přímou podporu. Mělo silnější motor, zlepšené pancéřování, lepší přístrojové vybavení. Po rozpadu SSSR ho vlastní zejména nástupnické státy.

## Konstrukce

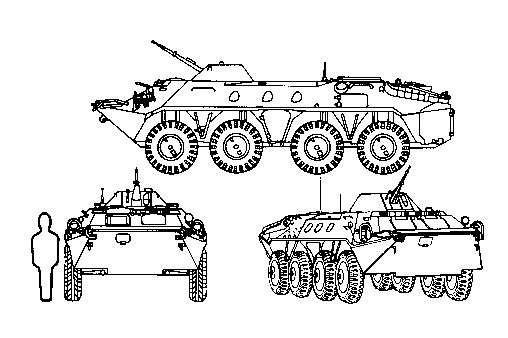
Nákres BTR-70

BTR-70 má stejnou věžičku jako BTR-60 a BRDM-2. Výzbroj tvoří jeden spřažený 7,62 mm kulomet PKT a jeden 14,5mm kulomet KPVT. Zvýšené ochrany přední nápravy je dosaženo snížením předku korby. Oproti jeho předchůdci je u BTR-70 použitý silnější motor o výkonu 89 kW. Na každé straně korby je navíc přidán jeden otvor na vedení střelby, také je u vozidla zlepšený výhled na přepravovanou posádku. Vozidlo je vybaveno přístroji pro noční vidění, zvýšeným pancéřováním boků a stropu. Přesto největší slabinou BTR-70 je právě jeho pancéřování. Jako jeho předchůdce je plně obojživelné.

## Varianty
- BTR 70 KM – velitelsko-štábní verze
- BTR 70 Ch – verze pro chemický a radiační průzkum
- BTR 70 BREM – vyprošťovací vozidlo
- BTR 70 MS – spojovací vozidlo

## Uživatelé
- SSSR: Ázerbájdžán, Bělorusko, Gruzie, Kazachstán, Kyrgyzstán, Moldavsko, Rusko, Ukrajina, Uzbekistán, Tádžikistán, Turkmenistán
- Ostatní státy: NDR, Severní Makedonie, Mexiko, Nepál, Pákistán